# Тарбелл, Эдмунд
Эдмунд Тарбелл (англ. Edmund Charles Tarbell; 1862—1938) — американский художник-импрессионист и педагог. Был одним из Десяти американских художников, ведущий художник Бостонской школы живописи.

## Биография
Родился 26 апреля 1862 года в городе Гротон, штат Массачусетс, в семье Эдмунда Уитни Тарбелла (англ. Edmund Whitney Tarbell) и Мэри Софии Ферналд Хартфорд (англ. Mary Sophia Fernald Hartford). После смерти мужа во время Гражданской войны в США Мэри София вышла замуж за Дэвида Хартфорда (англ. David Frank Hartford) и переехала в Милуоки. Эдмунд и его сестра Нелли София воспитывались в Гротоне, у их бабушки и дедушки по отцовской линии.
Первые уроки живописи Эдмунд Тарбелл брал у Джорджа Бартлетта (англ. George H. Bartlett) в государственном колледже декоративного и прикладного искусства, расположенном в Бостоне, штат Массачусетс. В 1877—1880 годах он работал в Бостоне в компании Forbes Lithographic Company. В 1879 году поступил в школу Музея изящных искусств в Бостоне, где обучался у Эмиля Грундманна. Учился вместе с Робертом Ридом и Фрэнком Бенсоном, будущими коллегами по объединению Десять американских живописцев.
Своё образование продолжил во Франции, поступив в 1883 году в парижскую Академию Жюлиана, чтобы учиться у Гюстава Буланже и Жюля Лефевра. Здесь познакомился и некоторое время делил комнату с другим художником из Бостона — Эбботом Фуллером Грейвсом, который в это же время прибыл во Францию для обучения у местных мастеров. В 1884 году в целях обучения Тарбелл совершил Гран-тур по Италии; на следующий год он снова посетил Италию, а также Бельгию, Германию и Бретань. В США Тарбелл вернулся в 1886 году, зарабатывая на жизнь как иллюстратор, портретист и частный преподаватель живописи.
В 1889 году он получил должность Эмиля Грундманна, своего бывшего наставника в школе Музея изящных искусств. Тарбелл пользовался уважением своих учеников, среди которых были Margaret Fitzhugh Browne, Francis Luis Mora, Лилиан Хейл. Влияние художника в школе было настолько велико, что его последователей стали называть «Тарбеллистами».
В 1914 году в Бостоне была создана Гильдия художников Бостона (англ. The Guild of Boston Artists), среди учредителей которой был Тарбелл. Он стал её первым президентом и находился на этом посту с 1914 по 1924 год. Одновременно в 1918 году он стал директором художественной школы при Галерее Коркоран и занимал эту должность до 1926 года.
Умер 1 августа 1938 года в городке Нью-Касл, штат Нью-Гэмпшир. Похоронен на кладбище Cedar Grove Cemetery города Дорчестер, округ Саффолк, штат Массачусетс.

### Семья
Был женат на Emeline Arnold Souther Tarbell (1865—1947), у них родились дети:
- Josephine Tarbell Ferrell (1890—1966);
- Mercie Tarbell Clay (1895—1961);
- Mary Tarbell Schaffer (1897—1991);
- Edmund Arnold Tarbell (1898—1954).

## Труды
Работы Тарбелла находятся во многих музеях США, включая Бостонский музей изящных искусств, Метрополитен-музей, Национальную галерею искусств, Смитсоновский музей американского искусства, Галерея Коркоран, Национальную академию дизайна, Вустерский музей искусств, а также в других коллекциях.

Некоторые работы
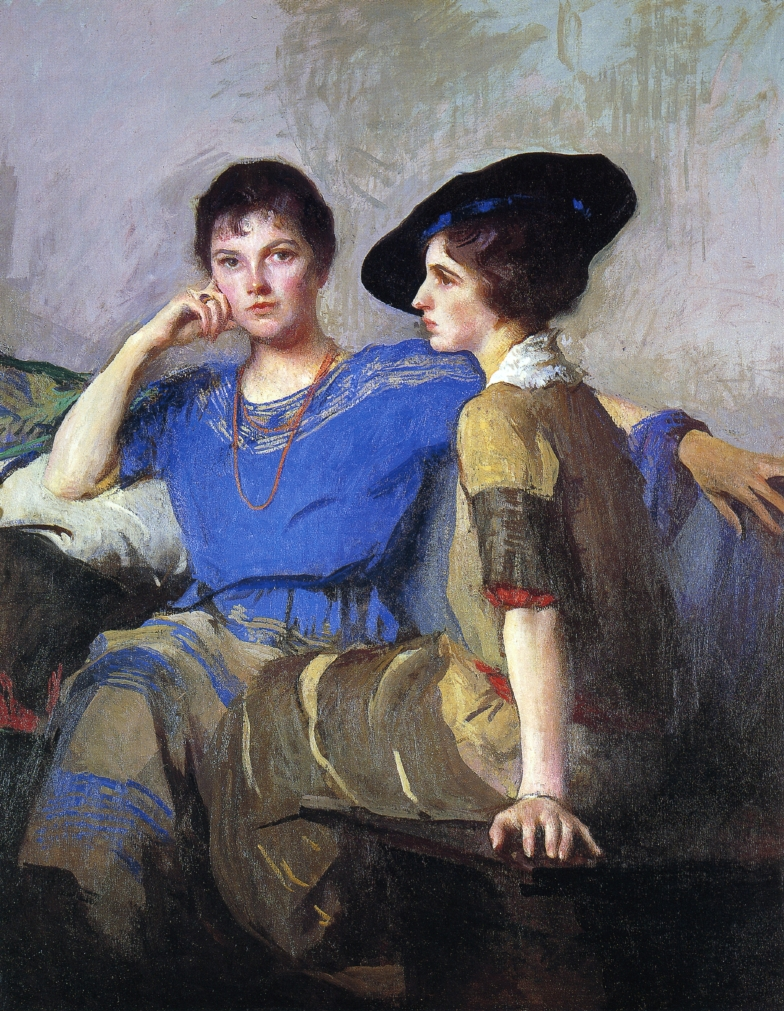
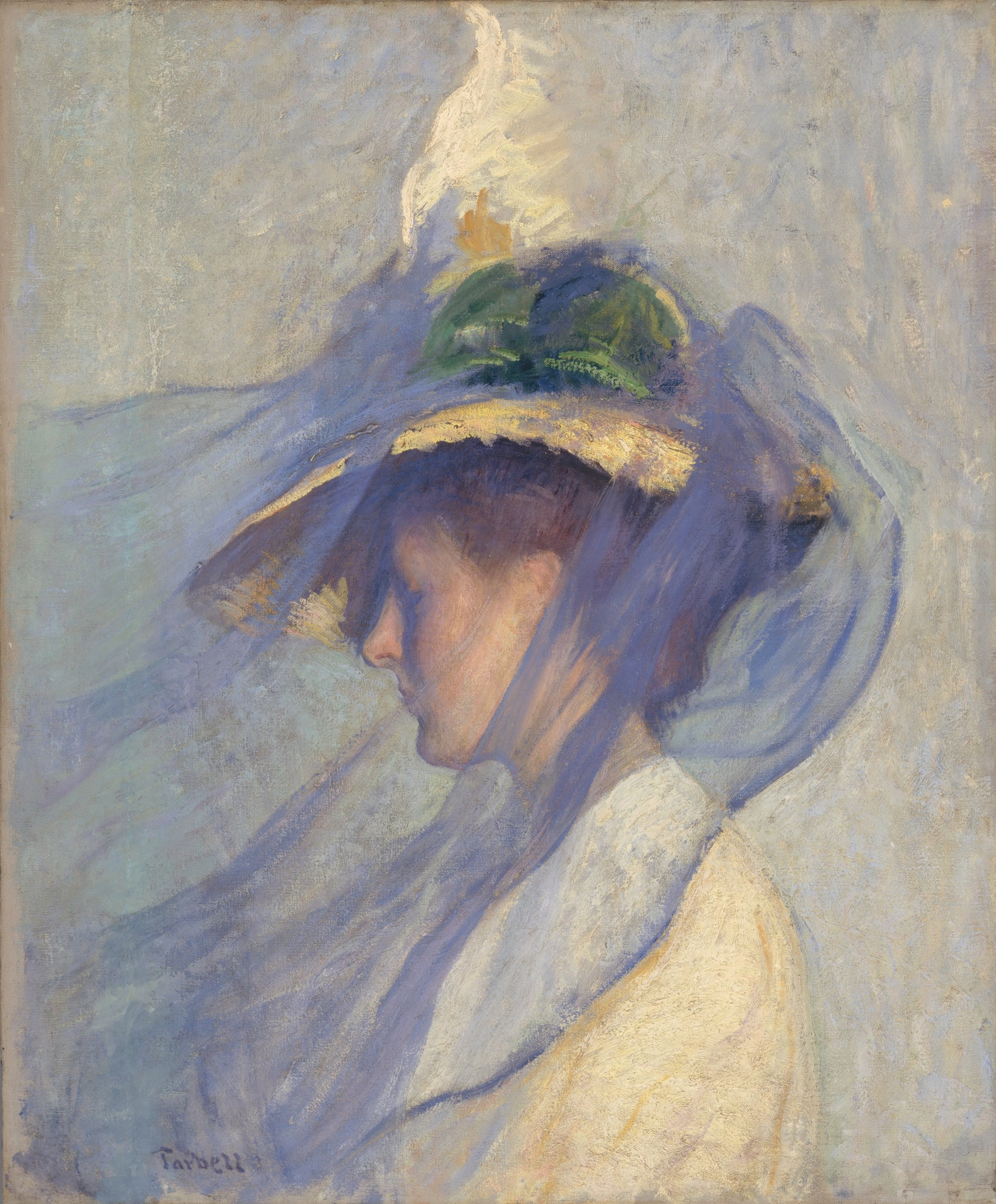
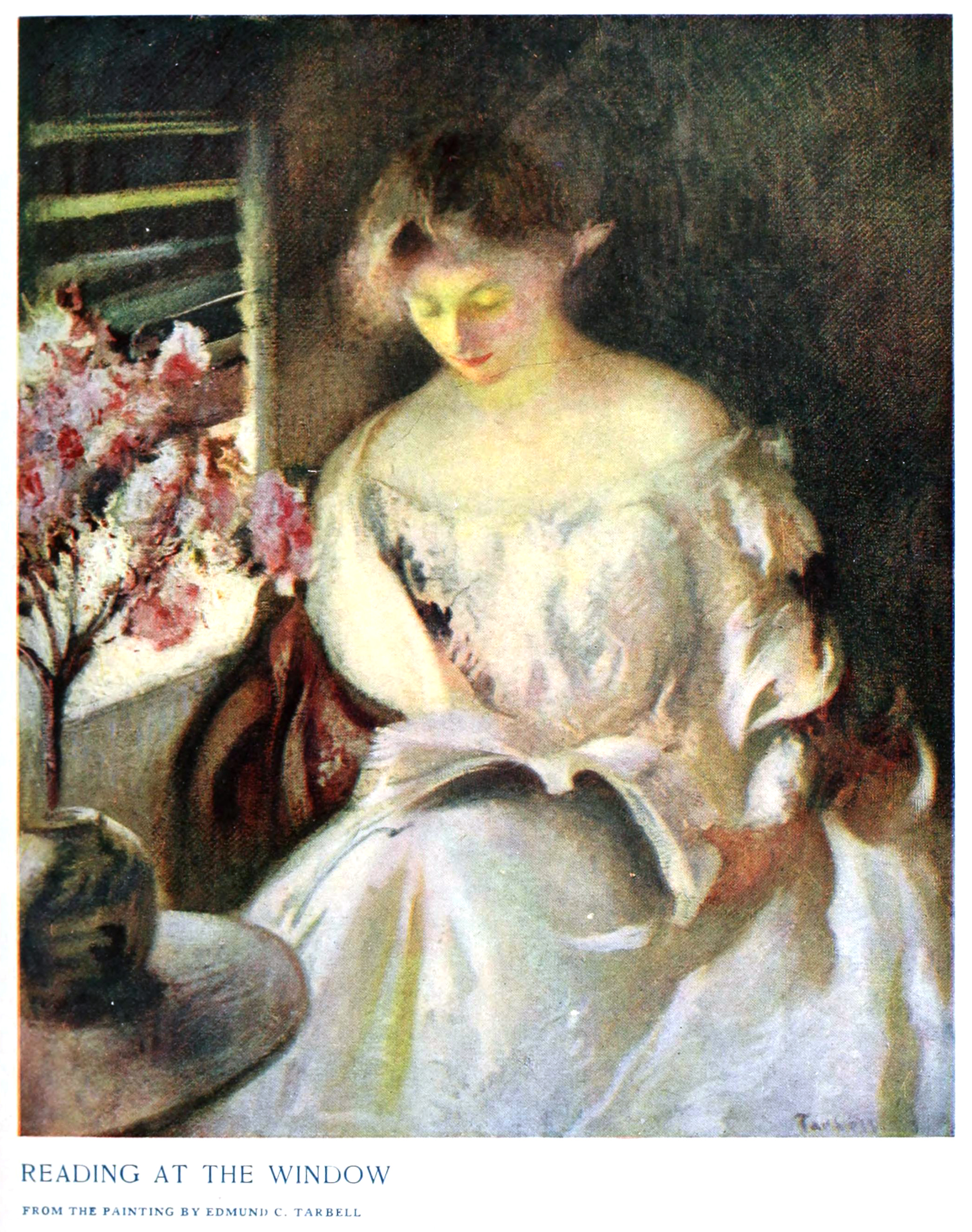
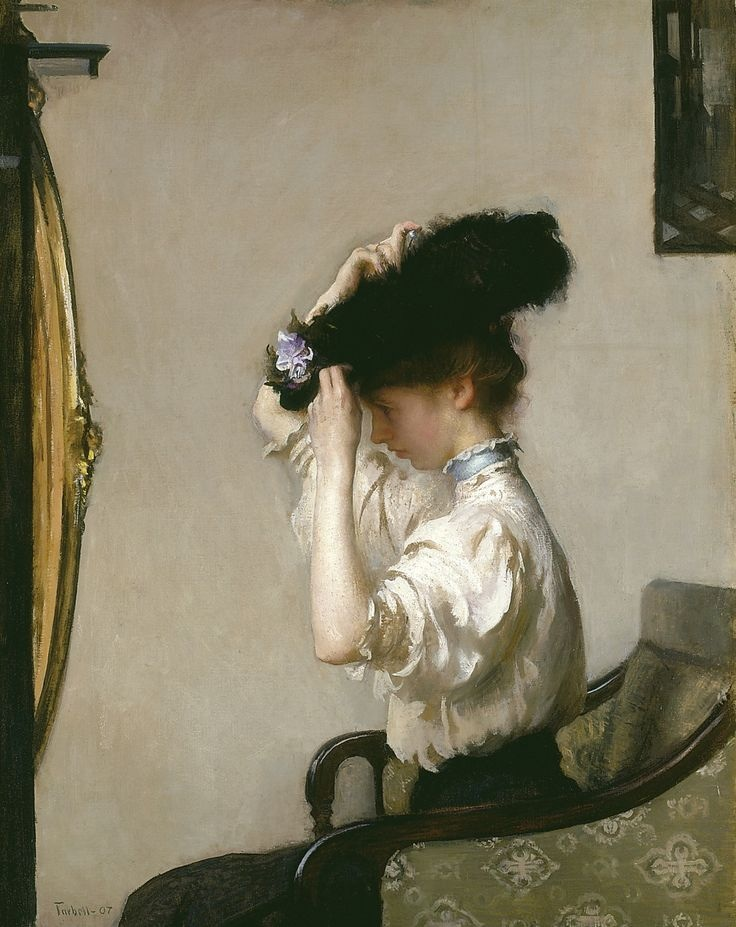